# 健乐士

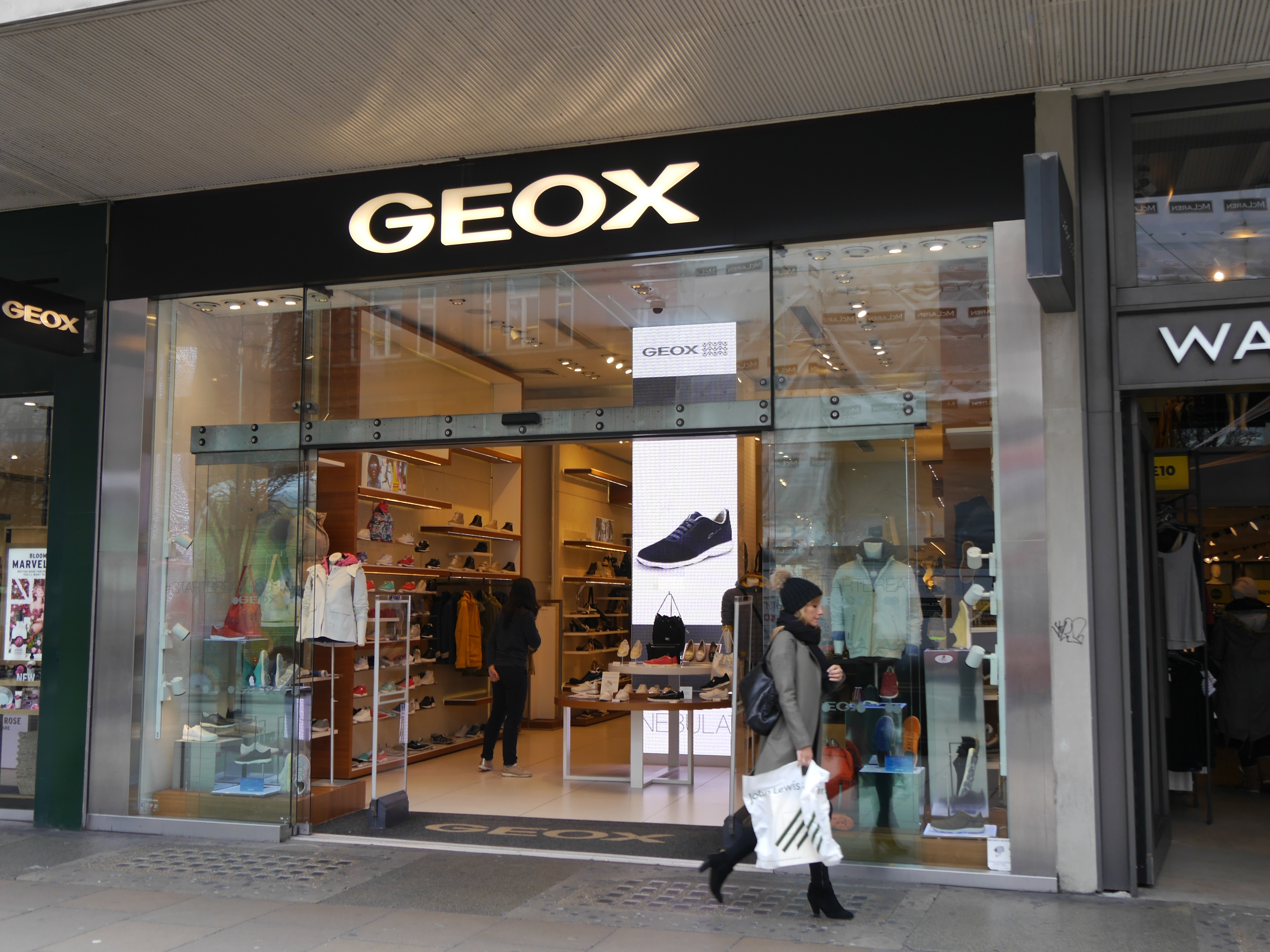
位於英國倫敦牛津街的店舖（2016年攝）

健樂士（義大利語：Geox），是一個意大利休閒鞋履生產及零售商，產品應用了防水物料科技。

## 公司歷史
健樂士由馬里奧·波萊加托（Mario Polegato）於1995年創立，品牌名稱由希臘文土地（Geo）與代表科技的「x」所組成。
波萊加托於1952年在意大利東北部城市特雷維索附近出生，原先經營家族的葡萄酒釀製生意，有一次到雷諾出席行業會議時經過洛基山脈，走路太焗腳時得到靈感，想到於鞋底鑽挖小孔藉以幫助腳掌散熱，經過短暫的測試階段後，決意創立自己的商標。

## 地點
總部設於意大利蒙泰貝盧納，於羅馬尼亞、中國、越南、印尼及巴西等地均設有生產線。